# Craig Goldy
Craig Goldy (6 de novembro de 1961) é um guitarrista norte-americano ex-integrante da banda de heavy metal Dio.
Antes do Dio, tocou nas bandas Vengeance, Rough Cutt e Giuffria. Ele substituiu Jake E. Lee no Rough Cutt e foi substituído pelo guitarrista Amir Derakh neste grupo. Antes de ingressar na Rough Cutt, ele havia tocado na banda Vengeance. Mas com o Rough Cutt gravou algumas demos mas ele deixou a banda antes deles conseguirem um contrato e gravarem seu primeiro álbum. Curiosamente, Ronnie James Dio tinha produzido pelo menos duas músicas Rough Cutt. quando jake ainda estava na banda ( "A Little Kindness" e "Used And Abused"), e Ronnie e sua esposa Wendy ambos os co-escreveu algumas músicas do primeiro álbum do Rough Cutt , que foi gravado depois de Craig Goldy deixar a banda.
Pouco depois de deixar Rough Cutt, Goldy juntaria Giuffria, a banda de mesmo nome do excelente-tecladista da banda Angel, Gregg e Giuffria. a performance da banda Giuffria no auto-intitulado álbum de estreia, lançado em 1984, Goldy  fez o maior hit da banda, "Call to the Heart", que atingiu o número 15 nas paradas da Billboard no início de 1985. Craig Goldy foi apresentado no álbum Hear 'n Aid - Stars projeto ainda estava na banda Giuffria, ao lado de outros nomes, como Adrian Smith e Dave Murray do Iron Maiden, Yngwie Malmsteen, Brad Gillis e outros.
Craig Goldy temporariamente saiu da banda Dio pela terceira vez em 2005. Depois de sofrer uma lesão na mão em uma turnê pela Rússia. Ele foi então substituído pelo ex-guitarrista Doug Aldrich do Dio para a duração da turnê, mas depois voltou a banda. Ele também foi convidado para a turnê de 2008 da banda de hard rock Budgie.
Sua guitarra principal era um B.C. Rich Warlock, porém, ele agora usa uma ESP M-II através de amplificadores ENGL Powerball. Ele alterou a guitarra trocando os captadores EMG com pickups Seymour Duncan.

## Discografia

### Rough Cutt
- Demos (1980)

### Giuffria
- Giuffria (1984)

### Dio
- "Time To Burn" Intermission EP (1986)
- Dream Evil (1987)
- Magica (2000)
- Master of the Moon (2004)

### Craig Goldy's Ritual
- Hidden In Plain Sight (1991)

### Solo
- Insufficient Therapy (1993)
- Better Late Than Never (1995)